# Приазовский (Краснодарский край)
Приазо́вский — посёлок в Темрюкском районе Краснодарского края.
Входит в состав Запорожского сельского поселения.

## География
Посёлок Приазовский находится на севере Таманского полуострова, в трёх километрах от Азовского моря. Возле посёлка находится мыс Каменный. Посёлок расположен на живописном обрыве, место под обрывом называют «Таманская Швейцария» — место отдыха туристов.

### Улицы
- ул. Азовская,
- ул. Комарова,
- ул. Набережная,
- ул.переселенческая

## Население
| 2002 | 2010 |
| ---- | ---- |
| 219  | ↗224 |